# Toposa

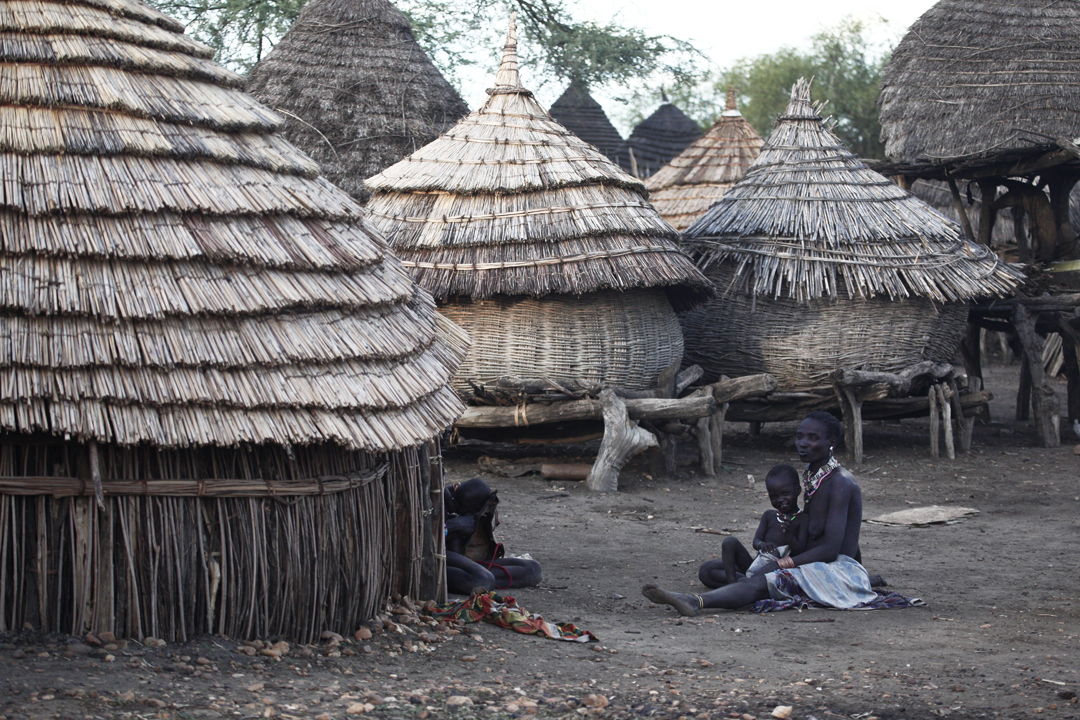
Wioska ludu Toposa

Toposa – jedna z grup etnicznych w Sudanie Południowym, zamieszkujących region Ekwatorii Wschodniej. Populacja tej grupy to powyżej 100 tys. osób, w większości chrześcijan. Posługują się językiem toposa z grupy języków nilotyckich.